# Las ligas menores (álbum)
Las Ligas Menores es el primer álbum de la banda argentina de indie rock Las Ligas Menores. Fue lanzado en el año 2014. Fue editado por el sello Laptra.
En el año 2017 la banda es invitada a participar en el Coachella Festival en 2017, siendo la primera banda argentina en participar en el festival.
Es el disco más conocido de la banda, incluyendo varios de los clásicos de la banda como "A 1200 Km", "Renault Fuego", "Accidente", "El Baile de Elvis", etc. En el año 2019 el sello independiente español Sonido Muchacho edita una versión en vinilo del disco previo a la gira de la banda por ese país para promoción.

## Lista de canciones
| N.º   | Título              | Escritor(es)                    | Duración |  |
| 1.    | «Renault Fuego»     | Anabella Cartolano              | 3:01     |  |
| 2.    | «A 1200 km»         | Anabella Cartolano              | 3:50     |  |
| 3.    | «Gran Ciudad»       | Pablo Kemper                    | 2:17     |  |
| 4.    | «El Baile de Elvis» | Anabella Cartolano              | 2:28     |  |
| 5.    | «Europa»            | María Zamtlejfer - Pablo Kemper | 2:47     |  |
| 6.    | «Accidente»         | Anabella Cartolano              | 2:26     |  |
| 7.    | «Tema 7»            | Anabella Cartolano              | 2:52     |  |
| 8.    | «Hoy Me Espera»     | Pablo Kemper                    | 2:52     |  |
| 9.    | «Crecer»            | Anabella Cartolano              | 2:16     |  |
| 10.   | «Tíbet»             | Pablo Kemper                    | 2:45     |  |
| 11.   | «Miércoles»         | María Zamtlejfer - Pablo Kemper | 2:21     |  |
| 12.   | «Avenida Principal» | Pablo Kemper                    | 3:03     |  |
| 13.   | «29 de Septiembre»  | Anabella Cartolano              | 2:38     |  |
| 36:12 |                     |                                 |          |  |

## Ficha técnica
- Anabella Cartolano: voz y guitarra.[5]
- Pablo Kemper: voz, guitarra.
- María Zamtlejfer: voz, bajo.
- Nina Carrara: teclados, percusión, coros.
- Micaela García: batería.

Personal adicional
- Daniel Osorio: Masterización.[5]
- Tucu Romero: Técnico de sonido.
- Fideo Planes: Asistente de sonido.
- El Ovi: Asistente de Ingeniería.
- José María D'Agostino: Producción.
- Las Ligas Menores: Producción.
- Guillermo Ruíz Díaz: Asistente de producción.
- Santiago Motorizado: Asistente de producción.
- Tom Quintans: Drum doctor.
- Nina Carrara: Diseño gráfico.
- Anabella Cartolano: Ilustración del CD.

Grabado y mezclado en los estudios Moloko Vellocet, Buenos Aires, voces grabadas en Estudios ION y masterizado en El Ángel Estudio.